# Naturpark Siebengebirge

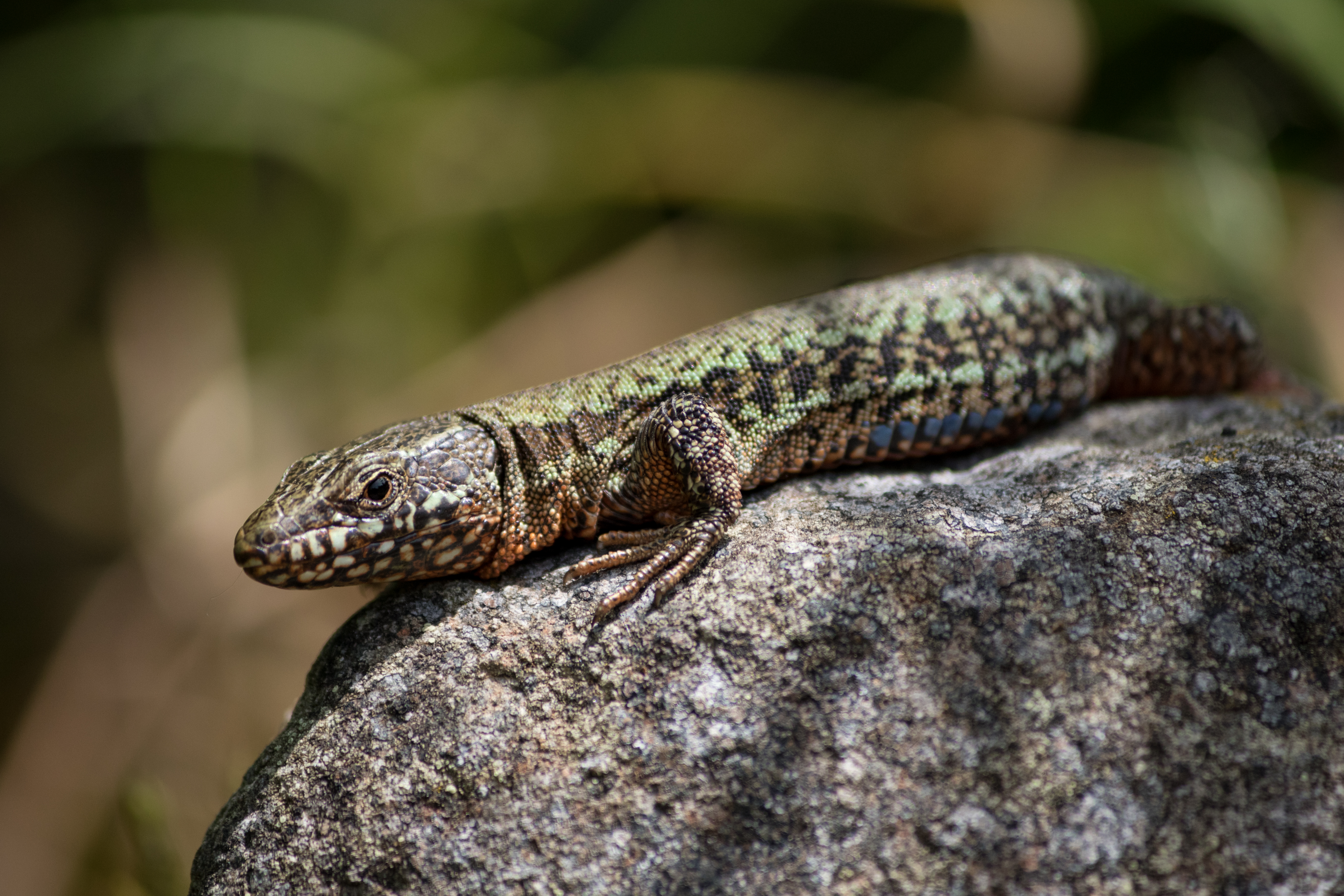
Mauereidechse am Stenzelberg

Der Naturpark Siebengebirge ist ein Naturpark im Süden Nordrhein-Westfalens, im rechtsrheinischen Teil des Rhein-Sieg-Kreises und im Süden des rechtsrheinischen Bezirks Beuel der kreisfreien Stadt Bonn. Er wurde 1958 als erster Naturpark in Nordrhein-Westfalen gegründet und umfasst Teile der Naturräume Kölner Bucht (nur minimale Teile in deren Südosten), Pleiser Hügelland (nämlich dessen Westen), Siebengebirge (komplett), Rheinwesterwälder Vulkanrücken (dessen in NRW gelegene Nord-Hälfte) und Asbacher Hochfläche (nur den in NRW gelegenen Nordwesten). Dabei gehören Pleiser Hügelland („Pleiser Ländchen“) und Siebengebirge zum Unteren Mittelrheingebiet, Rheinwesterwälder Vulkanrücken und Asbacher Hochfläche demgegenüber zum naturräumlichen Westerwald (genauer: zum Niederwesterwald).
Der durchgehend bewaldete Westteil des Naturparks bildet das bereits seit 1922/23 ausgewiesene und 1985/89 erweiterte Naturschutzgebiet Siebengebirge.

## Trägerschaft
Von 1986 bis 2018 hatte der Verschönerungsverein für das Siebengebirge (VVS) auf ehrenamtlicher Basis die Trägerschaft des Naturparks inne. Nach ihrer Übernahme durch den Rhein-Sieg-Kreis zum 1. Februar 2018 wurde eine hauptamtliche Geschäftsstelle eingerichtet, die zunächst am Sitz der Kreisverwaltung in Siegburg beheimatet ist. Die Naturparkversammlung als Vorstandsgremium besteht aus je zwei Vertretern der beteiligten Gemeinden, des Rhein-Sieg-Kreises und des VVS.

## Ausdehnung und beteiligte Gemeinden
Der Naturpark hatte zunächst eine Größe von 4.800, nach einer umfassenden Erweiterung im Jahre 2007 von 11.200 Hektar. Wie bei Naturparks üblich, richten sich auch die Grenzen des Naturparks Siebengebirge in der Hauptsache nach Gemeindegrenzen. Indes gibt es speziell in diesem Naturpark Abweichungen dahingehend, dass die beteiligten Gemeinden nur zu Teilen im Naturpark liegen.
Beteiligte Gemeinden sind:
- Bad Honnef (ohne den dicht besiedelten äußersten Westen im Rheintal)
- Bonn (nur naturnaher Ostteil des Stadtgebiets)
- Königswinter (ohne den Stadtteil Oberpleis)
- Sankt Augustin (nur naturnaher äußerster Süden des Stadtgebiets, westlich der A 3; hinzugekommen 2007[6])

## Berge

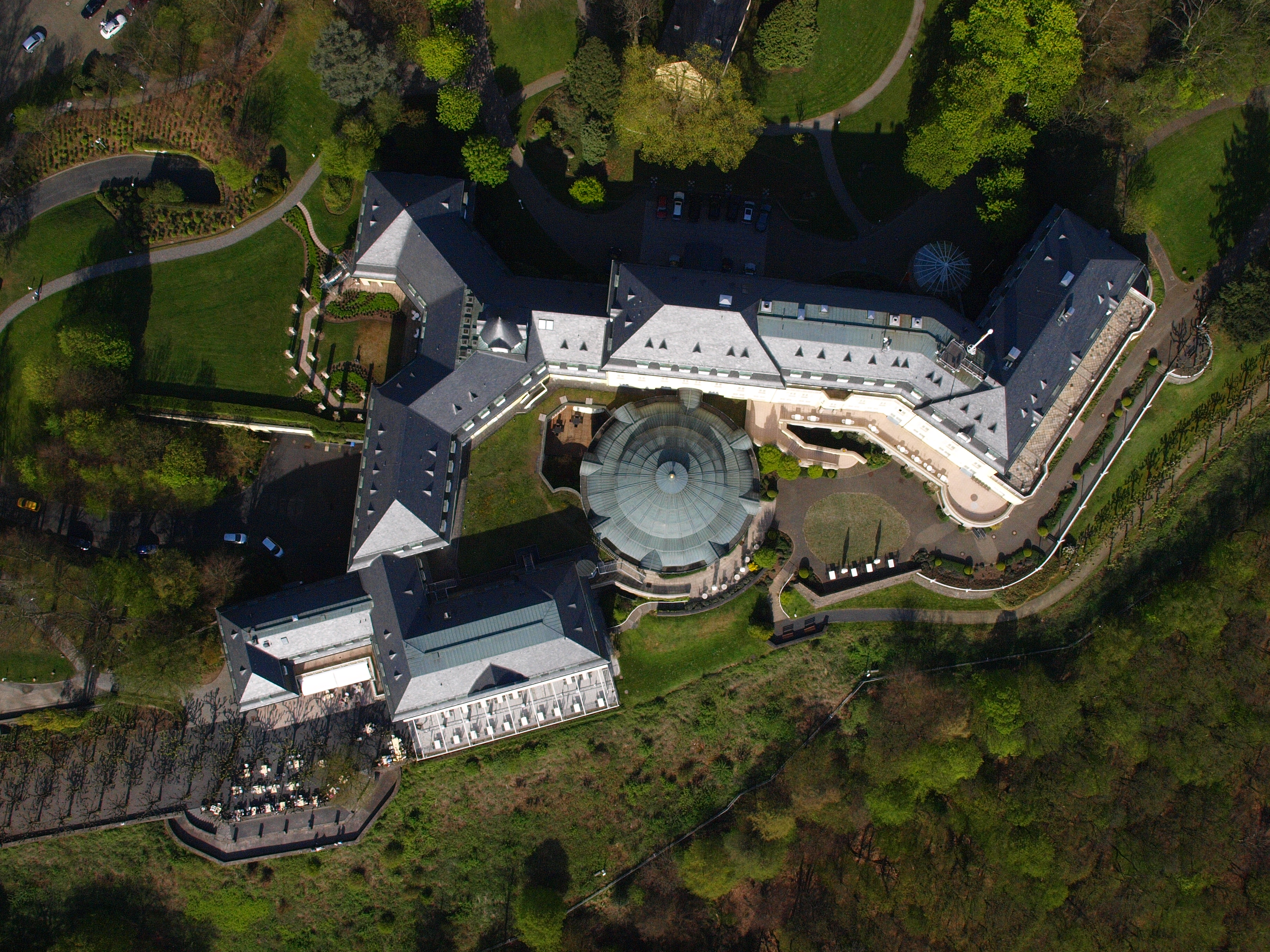
Petersberg – Senkrechtaufnahme

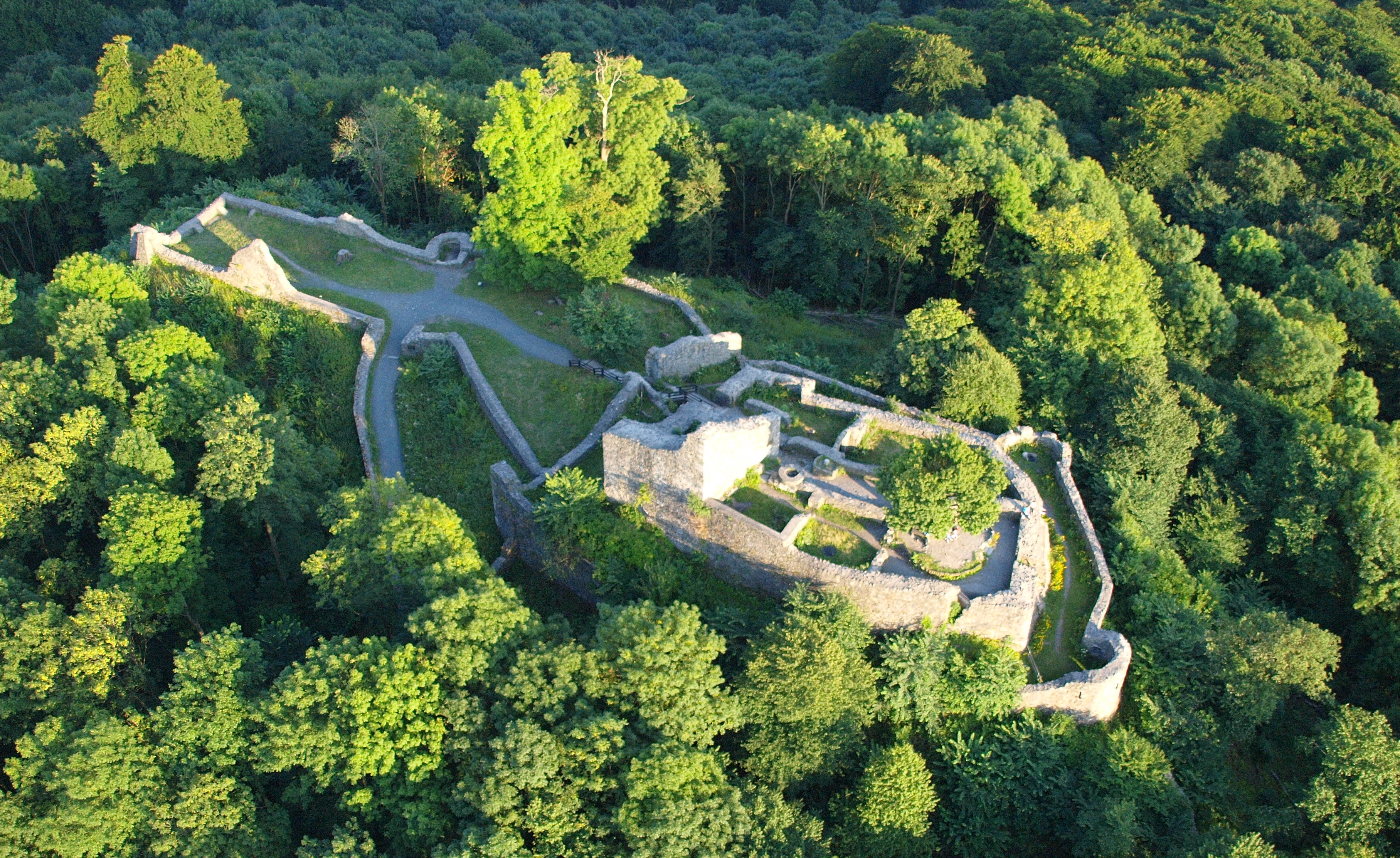
Löwenburg im Siebengebirge

Der Großteil der nennenswerten Berge im Naturpark Siebengebirge zieht sich kettenförmig im Westteil des Naturparks – im Naturschutzgebiet Siebengebirge – von Nordwesten nach Südosten.
Der Norden des Naturschutzgebietes liegt im Höhenzug Ennert (Teil des Pleiser Hügellandes) und gehört zum gleichnamigen Teil-Naturschutzgebiet. Der zentrale Teil liegt im Siebengebirge und der Südteil auf dem Rheinwesterwälder Vulkanrücken. Einige wenige Erhebungen des Naturparks liegen östlich des Naturschutzgebietes.
Folgende, nachfolgend nach Höhe geordneten Erhebungen sind von Bedeutung (Höhe und Naturraum je in Klammern, die „großen 7 Berge des Siebengebirges“ sind je mit einem Stern versehen):
- Großer Ölberg* (460,7 m, östliches Siebengebirge) mit Gipfelrestaurant
  - Kleiner Ölberg (331,7 m; nördlicher Nebengipfel des Großen Ölbergs, nordöstlicher Randberg)
- Löwenburg* (455 m, östliches Siebengebirge) mit Burgruine
- Lohrberg* (432,8 m, östliches Siebengebirge)
- Dreiergipfel (378,4 m, Rheinwesterwälder Vulkanrücken):
  - Broderkonsberg (378,4 m, Ostgipfel)
  - Himmerich (367,1 m, Nordwestgipfel); „Riesenschiss“
  - Mittelberg (352,2 m, mittlerer Gipfel)
- Dachsberg (362,2 m, nordwestliche Asbacher Hochfläche)
- Leyberg (359,2 m, Rheinwesterwälder Vulkanrücken)
- Nonnenstromberg* (335,9 m, westliches Siebengebirge)
- Petersberg* (335,9 m, westliches Siebengebirge), Name im früheren Mittelalter Stromberg, mit Ringwall 3500 v. Chr., Peterskapelle, Gästehaus der Bundesrepublik Deutschland
- Himberg (335,2 m, Rheinwesterwälder Vulkanrücken)
- Wolkenburg* (324 m, westliches Siebengebirge) mit Burgruine
- Drachenfels* (320,7 m, westliches Siebengebirge) mit 
Burgruine und Gipfelhotel
- Rosenau, auch Große Rosenau (322,1 m, östliches Siebengebirge); mit Burgruine
- Großer Breiberg (312,9 m, westliches Siebengebirge)
- Stenzelberg (287 m, östlicher Randberg des Siebengebirges); ehemaliger Kletterberg
- Hirschberg (256,8 m, westlicher Randberg des Siebengebirges)
- Dollendorfer Hardt (246,7 m, nördlichster Berg des (westlichen) Siebengebirges)
- Weilberg (242,1 m, östlicher Randberg des Siebengebirges); erstmalige Vergabe des Europadiploms für das Siebengebirge am 15. Oktober 1971
- Scharfenberg (233 m, inneres Pleiser Hügelland)
- Paffelsberg (195,3 m, Ennert)
- Reichenberger Höhe (194 m, süd(west)lichste Anhöhe des (westlichen) Siebengebirges)
- Juffernberg (190,9 m, Ennert)
- Kuckstein (190,4 m, Ennert)
- Zickelburg (188,2 m, westliche Vor-Anhöhe des Rheinwesterwälder Vulkanrückens)
- Rabenlay (180 m, Ennert)
- Röckesberg (165 m, Ennert)
- Ennert (152 m, Ennert)